# Gadila divae
Gadila divae är en blötdjursart som först beskrevs av Vélain 1877.  Gadila divae ingår i släktet Gadila och familjen Gadilidae. Inga underarter finns listade i Catalogue of Life.